# أولا سولبرغ
أولا سولبرغ هو محرر وسياسي نرويجي، ولد في 4 مارس 1886 في Heradsbygd ‏ في النرويج، وتوفي في 23 مايو 1977 في أوست أغدر في النرويج. نشط حزبياً في حزب العمال.

## مناصب
- انتخب عمدة آرندال ‏ (1946 – 1947).
- انتخب عضو برلمان النرويج  [لغات أخرى]‏ عن دائرة Market towns of Telemark and Aust-Agder counties [الإنجليزية]‏ وقد انضم خلال فترته النيابية ‏ (1937 – 1945) للكتلة البرلمانية حزب العمال.
- انتخب عضو برلمان النرويج  [لغات أخرى]‏ عن دائرة Market towns of Telemark and Aust-Agder counties [الإنجليزية]‏ وقد انضم خلال فترته النيابية ‏ (1934 – 1936) للكتلة البرلمانية حزب العمال.
- انتخب عضو برلمان النرويج  [لغات أخرى]‏ عن دائرة Market towns of Telemark and Aust-Agder counties [الإنجليزية]‏ وقد انضم خلال فترته النيابية ‏ (1931 – 1933) للكتلة البرلمانية حزب العمال.
- انتخب عضو برلمان النرويج  [لغات أخرى]‏ عن دائرة Market towns of Telemark and Aust-Agder counties [الإنجليزية]‏ وقد انضم خلال فترته النيابية ‏ (1928 – 1930) للكتلة البرلمانية حزب العمال.